# Торе д'Арезе
То̀ре д'Арѐзе (на италиански: Torre d'Arese; на ломбардски: Tur d'Ares, Тур д'Арез) е село и община в Северна Италия, провинция Павия, регион Ломбардия. Разположено е на 78 m надморска височина. Населението на общината е 933 души (към 2017 г.).